# Mugasoro
Mugasoro är ett periodiskt vattendrag i Burundi.   Det ligger i provinsen Makamba, i den södra delen av landet, 100 kilometer sydost om huvudstaden Bujumbura.
Omgivningarna runt Mugasoro är en mosaik av jordbruksmark och naturlig växtlighet. Runt Mugasoro är det ganska tätbefolkat, med 172 invånare per kvadratkilometer.